# Elettrotreno DB 403 (1973)
L'elettrotreno serie 403 della Deutsche Bundesbahn era un elettrotreno costruito negli anni settanta del XX secolo per l'effettuazione di servizi rapidi ad alta velocità.
Per le sue caratteristiche d'avanguardia, è considerato il progenitore degli elettrotreni ICE. Acquistò grande notorietà con l'assegnazione ai trasporti Lufthansa Airport Express.

## Composizione
Il 403 era un elettrotreno a quattro elementi, tutti motori:
- le vetture d'estremità, dotate di cabina, erano classificate 403 (con numeri da 001 a 006);
- le vetture intermedie, senza cabina, erano allestite in due versioni: una a salone, classificata 404.0 (con numeri da 001 a 003), una a ristorante, classificata 404.1 (con numeri da 101 a 103).

## Storia
Nel 1970 la Deutsche Bundesbahn ordinò alle maggiori industrie ferroviarie nazionali i tre elettrotreni della serie 403: la Linke-Hofmann-Busch costruì le vetture d'estremità e la MBB quelle intermedie; la MAN realizzò i carrelli, mentre la parte elettrica fu opera di ABB, BBC e Siemens.
Gli elettrotreni, progettati per una velocità massima di 200 km/h, furono dotati di assetto variabile con un'inclinazione fino a 4°. Un'altra importante innovazione fu quella delle casse autoportanti in alluminio, in seguito utilizzata per gli elettrotreni suburbani serie 420.
I 403 vennero consegnati nel 1973, e dopo un periodo di prove immessi in servizio dall'orario invernale 1973/1974 sui collegamenti InterCity fra Brema e Monaco di Baviera. Il servizio fu interrotto dopo pochi anni, con l'orario invernale 1978/1979, perché i 403 si erano dimostrati poco capienti e flessibili.

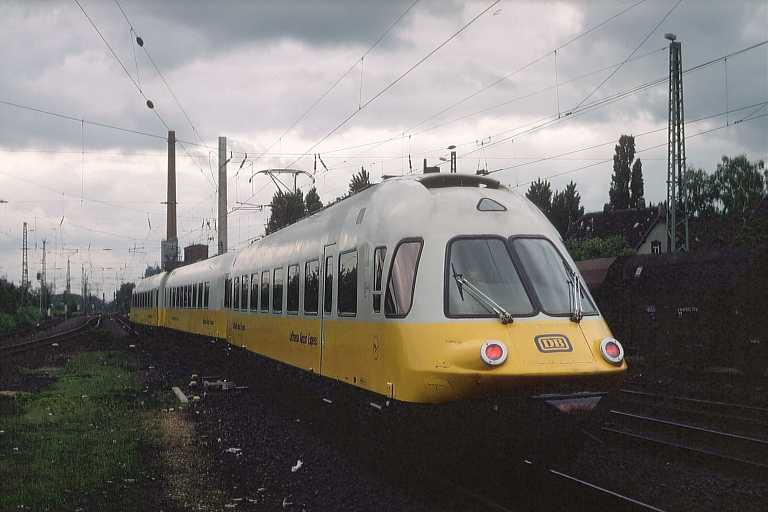
Elettrotreno 403 in servizio Lufthansa Airport Express

Nel 1982, la compagnia aerea nazionale Lufthansa acquisì gli elettrotreni, e lì utilizzò per l'effettuazione dei treni Lufthansa Airport Express (LHA), che collegavano l'aeroporto intercontinentale di Francoforte sul Meno con Düsseldorf, via Bonn e Colonia.
I LHA erano accessibili esclusivamente con un biglietto aereo, e sostituivano i voli nazionali a breve raggio. Gli elettrotreni rivestivano la livrea della Lufthansa, grigia con fascia gialla intorno ai finestrini.
Nel 1993, a causa dell'insorgere di estesi e imprevisti fenomeni di corrosione, i 403 furono ritirati dal servizio e radiati dal parco DB. Vennero acquistati dalla Prignitzer Eisenbahn e accantonati a Putlitz, Meyenburg e Neustrelitz, dove vennero devastati da vari vandalismi.
Nel 2011 i treni sono stati recuperati da alcuni appassionati e sono attualmente in fase di restauro (anche se due vetture delle dodici sono andate perdute) e prenderanno servizio nel 2016 per la National Express nella zona di Colonia.

## Soprannomi
All'inizio della loro carriera gli elettrotreni furono soprannominati Weißer Hai ("squalo bianco"), per il loro profilo fortemente aerodinamico e il colore grigio chiaro; in seguito al rivestimento della nuova livrea gialla Lufthansa, ottennero il nuovo soprannome Donald Duck ("Paperino").